# Magie u Slovanů

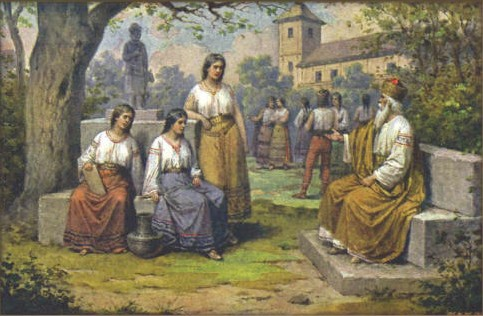
Josef Mathauser - Kníže Krok s dcerami - čarodějkou, kněžkou a věštkyní

Magie byla důležitou součástí věrských představ a praktik ve slovanské předkřesťanské i lidové kultuře. Její provozování se věnovali specialisté nazývaní například čarodějové, vědmy nebo volchové, kteří ji mohli užívat k prospěšným i škodlivým účelům. Je možné že v předkřesťanské době představovali vrstvu náboženských a rituálních specialistů, kteří uchovávali slovanskou mýtopoetickou tradici.

## Terminologie
K nejrozšířenějším slovanským výrazům pro magii patří ty odvozené od praslovanského *čara „čára, čáry“, jehož původ lze sledovat až k praindoevropskému *kwer- „dělat, činit“, z kterého vychází také litevské keréti „očarovat“. České kouzlo snad původ v kovati, podobně lze uvažovat o původu polského gusła „kouzla, čarodějnictví“. Taková etymologie by odrážela spojování kovářského řemesla s magií v archaických kulturách včetně slovanské, a snad také na jeho spojování s úklady, kterés se odráží v idiomu „kout pikle“. Praslovanské *kudo „kouzlo“, z kterého vychází ruské kudes „kouzelník“ a  staroslověnské коудити (kuditi) „kárat, hanět“, je odvozeno od praindoevropského *keud- „čarovat“, z kterého vychází také praslovanské *čudo „zázrak, podivnost“, starořecké κῦδος (kudos) „chvála, sláva“ nebo avestánské kavi „kněz, kouzelník“. Zároveň ale i tento výraz může mít kovářské konotace. Výraz černokněžník je pozdní, odvozený od „černé knihy“, tedy grimoáru.
K dalším významným termínům patří české vlchvec a staroruské volchvъ, snad odvozené z vъlsnoti „bláboliti“, podobně jako je starořecké goés „kouzelník“ odvozeno od „naříkat, sténat“. Praslovanské *korenъ „kořen, koření, byliny“ se ozývá ve výrazech jako je české kořenářství nebo staroruské коренѤ (korenije) „čarodějnictví“, podobně ruské travověd odkazuje kromě znalosti bylin také na travičství, taktéž splývající s čarodějnictvím. Další výrazy jsou pak odvozeny od sloves jako je vědět (vědma), znát (ruské znachar), od praslovanského *potvoriti „přetvářet, čarovat“, od divinačních praktik (hadač, věštec) nebo od vražiti „věštit, čarovat“.

## Praxe
Magická praxe byla u Slovanů velmi různorodá, jak naznačuje množství pojmů označující její praktikanty. Zahrnovala především věštění, ochranu před zlem nebo naopak jeho vyvolání, léčení bylinami či zaříkáváním, výrobu jedů, prostředků proti početí, amuletů a talismanů, kouzel lásky, přivolávání deště, zajištění úrody a plodnosti i pomoc při rodinných a kolektivních obřadech. Ač čarodějové nebyli organizováni a především ženy vystupovaly v tomto povolání spíše skrytě, měly v důsledku svázání magie s každodenním životem ve společnosti velký vliv. Podle analogií je však možné soudit, že určitá volná forma bratrstva střežícího své znalosti a zajišťující iniciace mohla existovat. Někdy je původ umění slovanských čarodějů odvozován od ugrofinských a turkických šamanů, ale existence magických specialistů je natolik všeobecně rozšířena, že je tato teorie nepravděpodobná.
U christianizovaných Slovanů je doloženo upadání do extáze, které souvisí s magií. K jejímu dosažení se používalo různých prostředků jako tanec, zpěv, vykuřování, půst, askeze a různé drogy jako konopí, konvalinka nebo květy akácie. Jediným historických dokladem o tomto fenoménu je zmínka Herborda, životopisce Otty Bamberského, který ve 12. století uvedl, že kněží Pomořanců při zaklínání upadají do křečí a šílenství.Typickým příkladem extatiků jsou dosud působící bulharští nestinari, kteří v květnu či červnu provádějí rituály, které původně zajišťovaly úrodu a zdraví. V rytmickém tanci kolem ohňů upadají do extáze a poté tančí bosí po ohništi a věští. Rusalii a kalušari, známí v Bulharsku a Makedonii, léčili tím, že okolo pacienty tančily v extázi, nejčastěji o letnicích, a na konci rozbíjeli nádobu s vodou, symbolizující démona nemoci. Připomínají obřady korybantů, kněží frýžské bohyně Kybelé. V severovýchodním Srbsku byly známy kraljice, ženy, které na počátku letnic kráčely v průvodu, polévaly se pelyňkovou šťávou, vykuřovaly a tančily, až se dostaly do extáze, v které se jich údajně zmocňovaly rusalky. Archaickými slovanskými představami byla ovlivněna i ruská sekta chlystů, kteří také v tanci upadali do extáze.

## Historické prameny

### Česko
V Kosmově kronice se píše o třech sestrách nadaných magickým uměním, Kazi, znalé léčení bylinami a kouzelnictví, Tetce znalé kultovních rituálů, a konečně kněžně Libuši, věštkyni. V příběhu o Lucké válce vystupuje na straně Lučanů hadačka, která svému nevlastnímu synovi oznamuje že čarodějnice Čechů kouzly nabyly převahy nad hadačkami Lučanů a poradí mu kouzlo, které mu pomůže bitvu přežít. V Kristiánově legendě vystupuje místo Libuše bezejmenná panna hadačka. Kosmas také zmiňuje, jak kníže Břetislav II., vládnoucí v letech 1092, prosazoval v Čechách křesťanství:
| „ | Vyhnal proto ze své země všechny čaroděje, hadače a věštce a rovněž dal pokácet a spálit i háje nebo stromy, které prostý lid na mnohých místech ctil.“ | “ |

V polovině 12. století proti augures, auguratrices, carios, incantatores a percantatores horlil také Homiliář opatovický.

### Rusko
Ve staroruských pramenech následujících christianizaci je magie spojována s modloslužbou, obětováním běsům, působením démonů a tím pádem úzce spojována se starým náboženstvím. Církevní statuta knížete Vladimíra z přelomu 10. a 11. století  a podobné texty se vymezují proti čarování, zaříkávání, návazům i věštění a počítají s trestáním jejich praktikování. Slovanská jména různých druhů čarodějů a jejich řecké obdoby uvádí Jefremovská kormčí kniha, překlad kanonických pravidel Trullského koncilu vzniklý na přelomu 11. a 12. století na Rusi. Kritizuje důvěru v oblakohonce, čarovníky, ochránce a volšebníky.
Z ruských písemných pramenů z doby christianizace jsou známi volchvové, doložené je také české vlchvec a jihoslovanské vlhvica. Toto pojmenování může souviset se slovesem vlъsnąti „mumlat, blábolit, mluvit nesrozumitelně“, ale také s bohem Veles, čarodějem Volchem Všeslajevičem, vílami staroseverkým vǫlva „vědma, věštkyně“ nebo finským velho „čaroděj“.
V Pověsti dávných let z první poloviny 12. století jsou volchové často zmiňováni jako opozice proti sílícímu křesťanství. Podle tohoto díla ctili „Antikrista“ a tradovali dualistickou kosmologii o součinnosti Boha a Satana při stvoření světa. Postava Antikrista a Satana je nejspíše křesťanskou interpretací chtonického božstva kterým mohl být Veles. Dualismus a zmínky o extatických stavech a rituální zacházení s plodovou blánou – amnionem, je však také spojuje se šamany nebo furlanskými benandanty. O obavách z přetrvávajícího vlivu volchvů svědčí ruské penitenciály z 12. a 15. století, které zakazují styky s nimi. Souvislost s magií může mít také zmínka perského cestovatele Ibn Rusta, že nad vládcem Rusů měli moc jakýsi „lékaři“.
Písemné prameny uvádí jejich podněcování ke vzpourám, především v období neúrody, například v roce 1024 v Suzdalu. V Novgorodu získal čaroděj na svou stranu proti biskupovi většinu obyvatel, postavil se mu pouze kníže Gleb, který čarodějovi rozťal hlavu sekyrou. Čarodějnice byly někdy pronásledovány a obviňovány z vyvolání neštěstí. Podle Pověsti dávných let za neúrody roku 1070 se objevili v Rostovu dva mágové a obviňovali z ní ženy ze zámožných rodin a poté cestovali po Volze a Šeksně až Bílému jezeru a všude naráželi na údajné čarodějnice.

### Ostatní
Mimo východoslovanské prostředí existuje zpráv o čarodějích méně, ale přesto existují. Například papež Mikuláš I. zakazoval Bulharům, když se chystali přijmout křesťanství z Říma, provádět věštby a zaklínání. Ještě v 10. století svědčí o působení čarodějů legenda o svatém Naumovi a Kozmovi presbyterovi. V Polsku se již kníže Měšek v 10. století pokoušel o vymýcení čarodějů a čarodějek, přesto o nich mluví církevní prameny po celý středověk. Ještě v roce 1209 sebou polské vojsko mělo na tažení hadačku, která předpovídala zdárný výsledek boje. Ve 12. století zmínil existenci čarodějů a hadaček u Pomořanů Ebbo, životopisec Otty Bamberského.
Co se latinské terminologie týče setkáme se s termíny magus „mág“, sortilegus „věštec“ (od sors „štěstěna, osud, věštba, los“), augur „ptakopravec“ (typ věštce ve starověkém Římě), incator „zaříkávač“ (z canto „zpívat, zaříkávat, očarovat“) a phiton „věštec“ (z pythonissa „Pýthie“, podle Apollónovy věštkyně v Delfách).

## Lidová kultura

### Rusko
V ruském folklóru se běžně užívají označení pro čaroděje vycházející z vědomostí a znalostí pro ně příznačné, tedy znachar/znacharka a vedun/vědma. Podle některých názorů bylo slovo vědma původně používáno na dnešní Ukrajině, a až později se rozšířilo do Ruska. Pro ty, co používali především zlovolnou magii, bylo typické označení koldun/kolduňa.
Žena se mohla stát vědmou více způsoby. Některé se přenášel dar magie z matky na dceru, jiné získaly tyto schopnosti službou Ďáblu nebo tím že s ním uzavřely manželství. Také mohly zdědit moc od umírající čarodějky nebo projít dlouhou výukou. Zpravidla je nešlo odlišit od běžných lidí, některé však měly malý srstnatý ocas, s léty narůstající, měly dva stíny nebo v odrazu v jejích očích bylo okolí vzhůru nohama. Pojetí vědem se na severu a jihu Ruska lišilo, podobně jako pojetí rusalek. Jižní čarodějky byly krásné a mladé, chodily bosé a prostovlasé. V noci požily kouzelný lektvar a na březovém koštěti, lopatě či pohrabáči vyletěly komínem na sabat na Lysou horu u Kyjeva. Jindy opustily tělo a v podobě motýla či můry škodily. Severní čarodějky byly zpravidla ošklivé a staré, často s hrbem či jinou fyzickou deformací, a scházely se na rozcestích či hranicích polí. Čarodějové i čarodějky se mohli měnit v různá zvířata, s vědmami byly spojovány především straky, ale i neživé předměty. Jejich zlovolná činnost zahrnovala ubližování mnoha způsoby; pohledem, zaklínadlem, bylinami nebo fouknutím do úst.  Stejně jako koldunové také sesílali na člověka porču „poškození, uhranutí“, kterou člověk mohl spolknout či sebrat. Takto mohli způsobit nemoc i smrt, dále uměli vyvolat lásku či nenávist, ukrást déšť a rosu nebo znehodnotit úrodu. Nejčastěji však byly spojovány s ubližováním dobytku a kradením mléka.
Koldunové se v mnohém podobali kolduňám a vědmám. Někteří byli nadpřirozeného původu, jiní měli za otce také čaroděje či čerta, další byli prokleti matkou před narozením nebo se narodili za nepříznivého postavení hvězd. Koldunem se také šlo stát léty vzdělávání nebo darováním moci od umírajícího čaroděje, která mohla být přijata i nevědomky. Byli úzce spojeni s ďáblem a podle některých představ uctívali Satana a zříkali se Boha a svých rodičů. Na pohled je nešlo od běžných lidí poznat, někteří však svým zjevem vyvolávali velkou úctu nebo byli naopak staří, mrzutí a zanedbaní. Lidem byli nebezpeční obzvláště o svatbách.
Čarodějové a čarodějky často vystupují v ruských bylinách jako je Dobryňa a Marinka nebo o Volchu Všeslajeviči, ale i různých slovanských pověstech a pohádkách.

### Slovensko
Na Slovensku se věřilo že magické schopnosti může být žena, většinou mladá dívka či stařena, i muž a lze je používat se zlým i dobrým úmyslem.. Jejich nadání mohlo být vrozené, darované Bohem i získané od Ďábla.
Zlá čarodějka byla nazývána striga, bosorka či čarodejnica zatímco zlý čaroděj strigôň, bosorák či čarodejník. Většina lidových představ se vázala na ženy, které údajně mohly vyvolat bouři nebo kroupy, zničit úrodu, majetek a také zdraví či život lidí i zvířat. Mezi další motivy spojované s čarodějnicemi patří odebírání mléka kravám či jeho zkažení, uhranutí, vyvolávání duchů zemřelých, věštění a proměna ve zvíře, typicky kočku, ropuchu či sovu. Byl znám také motiv odletu na sabat po namazání kouzelnou mastí. Jako ochrana před nimi měl sloužit například kříž, česnek a vrbové nebo hlohové pruty. Někteří čarodějové také mohli způsobovat uhranutí neúmyslně, to se tradovalo o lidech se srostlým obočím a pronikavým pohledem.
Žena užívají magii k prospěšným účelům byla nazývána bohyňa, vedomkyňa, vedma, veštica či vražkyňa, zatímco muž veštec, vedomec, vedomník, vražec  nebo pánbožko, na Myjavsku také zemský boh. Těmto lidem se přisuzovala schopnost léčit pomocí bylin a zaříkávání, pomoc při očarování či uhranutí, nalezení zloděje i milostná magie. Postava dobrého čaroděje především  v Zamaguří a na Spišsku splývala  magicky nadaného bači – čaroděje, nazývaného liečiteľ, porábač či odrábač, který požíval bázlivé úcty a respektu.